# Dichodontus obesus
Dichodontus obesus är en skalbaggsart som beskrevs av Heinrich Bernward Prell 1912. Dichodontus obesus ingår i släktet Dichodontus och familjen Dynastidae. Inga underarter finns listade i Catalogue of Life.